# 马雷兹
马雷兹（法語：Maretz）是法国北部-加来海峡大区诺尔省的一个市镇，属于康布雷区克拉里县。该市镇2009年时的人口为1,457人。

## 人口
马雷兹人口变化图示
| 数据来源：INSEE |